# Понтусак (Іллінойс)
Понтусак (англ. Pontoosuc) — селище (англ. village) в США, в окрузі Генкок штату Іллінойс. Населення — 99 осіб (2020).

## Географія
Понтусак розташований за координатами 40°37′43″ пн. ш. 91°12′43″ зх. д. / 40.62861° пн. ш. 91.21194° зх. д. (40.628625, -91.211964).  За даними Бюро перепису населення США в 2010 році селище мало площу 5,37 км², з яких 3,64 км² — суходіл та 1,73 км² — водойми.

## Демографія
Згідно з переписом 2010 року, у селищі мешкало 146 осіб у 64 домогосподарствах у складі 42 родин. Густота населення становила 27 осіб/км².  Було 109 помешкань (20/км²).
Расовий склад населення:
| - 93,8 % — білих - 4,1 % — осіб інших рас |

До двох чи більше рас належало 2,1 %. Частка іспаномовних становила 4,1 % від усіх жителів.
За віковим діапазоном населення розподілялося таким чином: 20,5 % — особи молодші 18 років, 62,4 % — особи у віці 18—64 років, 17,1 % — особи у віці 65 років та старші. Медіана віку мешканця становила 47,0 року. На 100 осіб жіночої статі у селищі припадало 92,1 чоловіків;  на 100 жінок у віці від 18 років та старших — 90,2 чоловіків також старших 18 років.
Середній дохід на одне домашнє господарство  становив 43 494 долари США (медіана — 42 969), а середній дохід на одну сім'ю — 51 530 доларів (медіана — 45 000). За межею бідності перебувало 20,2 % осіб, у тому числі 55,6 % дітей у віці до 18 років та 12,5 % осіб у віці 65 років та старших.
Цивільне працевлаштоване населення становило 51 осіб. Основні галузі зайнятості: транспорт — 29,4 %, освіта, охорона здоров'я та соціальна допомога — 27,5 %, виробництво — 9,8 %, роздрібна торгівля — 7,8 %.